# Port lotniczy Nosy Be
Port lotniczy Nosy Be (IATA: NOS, ICAO: FMNN) – port lotniczy położony w Nosy Be, w Madagaskarze.

## Linie lotnicze i połączenia
| Linia Lotnicza     | Kierunek                                                                               |
| ------------------ | -------------------------------------------------------------------------------------- |
| Air Austral        | 1. Reunion                                                                             |
| Air Madagascar     | 1. Antananarywa 2. Antsiranana                                                         |
| Airlink            | 1. Johannesburg                                                                        |
| Ethiopian Airlines | 1. Addis Abeba                                                                         |
| Ewa Air            | 1. Dzaoudzi                                                                            |
| LOT                | Sezonowe czartery: 1. Warszawa-Chopin                                                  |
| Neos               | Sezonowo: 1. Mediolan-Malpensa 2. Praga 3. Rzym-Fiumicino 4. Werona 5. Warszawa-Chopin |